# Clara Moraleda i Torrodellas
Clara Moraleda i Torrodellas   (Barcelona, 14 de gener de 1994) és una actriu, cantant i escriptora catalana.
Va iniciar la seva carrera artística professional als 16 anys, interpretant el paper de July al film Atrocious (2010), del director Fernando Barreda Luna. La pel·lícula va ser estrenada a la Secció Oficial del Festival de Sitges (2010), i projectada en festivals del continent americà, com Slamdance Film Festival (Estats Units) i Morbido Film Festival (Mèxic), entre d'altres.
Com a actriu de musicals, va debutar amb la tercera reposició del musical Mar i Cel (2014), de Dagoll Dagom. Seguidament, va interpretar el paper de Fanny en Scaramouche (2016), també de Dagoll Dagom, pel qual va ser nominada finalista com a millor actriu de repartiment dels Premios del Teatro Musical de l’edició del 2017.
Seguiran musicals com El despertar de la primavera (2019), de Frank Wedekind, 
La bruixa de la tramuntana (2020), de Marc Rosich, 
Apologia i escarni de l’estupidesa humana (2021), de Marc Timón, 
i Forever Young (2023), d’Erik Gedeon.
En teatre de text, va representar el paper d'Angélique Diderot en l'obra El Llibertí (2018), d’Eric-Emmanuel Schmitt, diversos personatges en una original adaptació de l’obra Peter Pan (2020), de James Matthew Barrie, i el de Laura en El zoo de vidre (2024), de Tennessee Williams.
En el món audiovisual, el seu paper més destacat ha estat el de Gal·la a la sèrie Oh my Goig, de Betevé, en les temporades del 2019 al 2023. Com a actriu de doblatge, va participar en el del film Mara i el Senyor de foc (2017), i treballa posant veu a anuncis comercials per a ràdio i televisió.
En la seva faceta literària, va publicar amb l’editorial Columna el llibre de relats El teu nom (2020), amb el qual va quedar finalista del Premi Josep Pla de narrativa del mateix any, al qual es va presentar amb el pseudònim Cleta Torrodellas.
L’any 2022 s'estrena com a dramaturga amb la seva obra de teatre de text Adéu, Jane!, on també n’interpreta la protagonista. La peça va guanyar el premi del jurat a la Mostra d’Igualada del 2023, i va estar nominada com a millor muntatge de petit format als XXIX Premis Butaca de teatre i cinema de Catalunya.
Com a creadora de continguts, durant uns anys va estar activa com a youtuber amb el pseudònim Leopolda Olda, iniciant un canal de vídeos en català que li va proporcionar una gran popularitat entre els adolescents pels temes que hi tractava, amb humor i desmitificació, pròxims a les inquietuds d'aquest col·lectiu. Com a extensió, va firmar el 2017, també com Leopolda Olda, el llibre Excuses barates(editorial Columna), ampliant amb un estil original alguns dels temes dels vídeos, i afegint-ne d'altres.